# Ортакшил (Буландинський район)
Ортакши́л (каз. Ортақшыл) — село у складі Буландинського району Акмолинської області Казахстану. Входить до складу Амангельдинського сільського округу.
Населення — 86 осіб (2021; 160 у 2009, 2610 у 1999, 290 у 1989).
Національний склад станом на 1989 рік:
- казахи — 100 %.